# Lee Malia
Lee Malia (4 de junho de 1984) é um guitarrista britânico nascido em Sheffield, Inglaterra, atua como guitarrista principal da banda de rock Bring Me the Horizon desde sua criação, em 2004.

## Biografia
Lee Malia nasceu em 4 de junho de 1984 em Sheffield, começou a tocar violão ainda na infância por causa de um professor. No colégio, conheceu Oliver Sykes e lá eles formaram o grupo Bring Me The Horizon junto ao baterista Matt Nicholls, onde começaram como uma banda deathcore, e na escola, Lee também era amigo dos membros da banda Arctic Monkeys.[carece de fontes?] Em 2017 Lee se casou com sua namorada Deni Marie McGonigle.

## Bring Me The Horizon
Lee Malia conheceu Oliver Sykes e Matt Nicholls ainda na escola, onde o mesmo contou a eles sobre bandas de thrash metal e death metal melódico, sendo elas Metallica e At the Gates; na época, Lee participava de uma banda de tributo ao Metallica. Não muito mais tarde formaram a banda junto com o baixista Matt Kean, o baterista Matt Nicholls, e o vocalista Oliver Sykes. O nome foi retirado do filme Piratas do Caribe: A Maldição do Pérola Negra: "Now, bring me that horizon" (Agora, traga-me aquele horizonte), exceto que foi alterado para Bring Me The Horizon. tempos depois que eles conheceram o guitarrista Curtis Ward, Lee se tornou o guitarrista principal. Em 2003, eles gravaram sua primeira demo, chamada The Bedroom Sessions, com idades entre 13 e 17 anos. A demo continha cinco canções, todas as quais foram regravadas ou reescritas em trabalhos posteriores da banda, com exceção da faixa Shed Light.[carece de fontes?]
Após este EP a banda assinou com várias gravadoras em diferentes partes do mundo. No Reino Unido e na Europa eles assinaram com a Visible Noise e Earache Records, na Austrália eles assinaram com a Shock Records e nos Estados Unidos e no resto do mundo eles assinaram com a Epitaph Records.
Em 2 de outubro de 2004, a banda lançou seu primeiro EP, This Is What the Edge of Your Seat Was Made For, pelo selo Thirty Days of Night Records, sendo este o primeiro material que a gravadora lançou. O EP contava com quatro músicas, no mesmo dia foi anunciado que continha um videoclipe para a faixa Traitors Never Play Hangman. Em 21 de novembro, foi relançado nos Estados Unidos. A banda lançou seu álbum de estreia, Count Your Blessings com um som descrito como deathcore e recebeu opiniões negativas por parte da crítica e do público. Em decorrência disso, o grupo abandonou o estilo em favor de gêneros menos agressivos. Atualmente, lançou 7 álbuns de estúdio, que são Count Your Blessings, Suicide Season,  There Is a Hell, Believe Me I've Seen It. There Is a Heaven, Let's Keep It a Secret, Sempiternal, That's The Spirit, amo e Post Human: Survival Horror.

## Vida pessoal
Sua banda preferida se chama Bon Iver, seu super-herói favorito é o Batman e ele gosta de filmes como Jurassic Park, sua primeira tatuagem foi aos 18 anos e ele também gosta de jogar videogame.[carece de fontes?] A primeira música que ele tocou foi "Enter Sandman", mas a que mais gosta de tocar é "Master of Puppets" do Metallica.

## Discografia

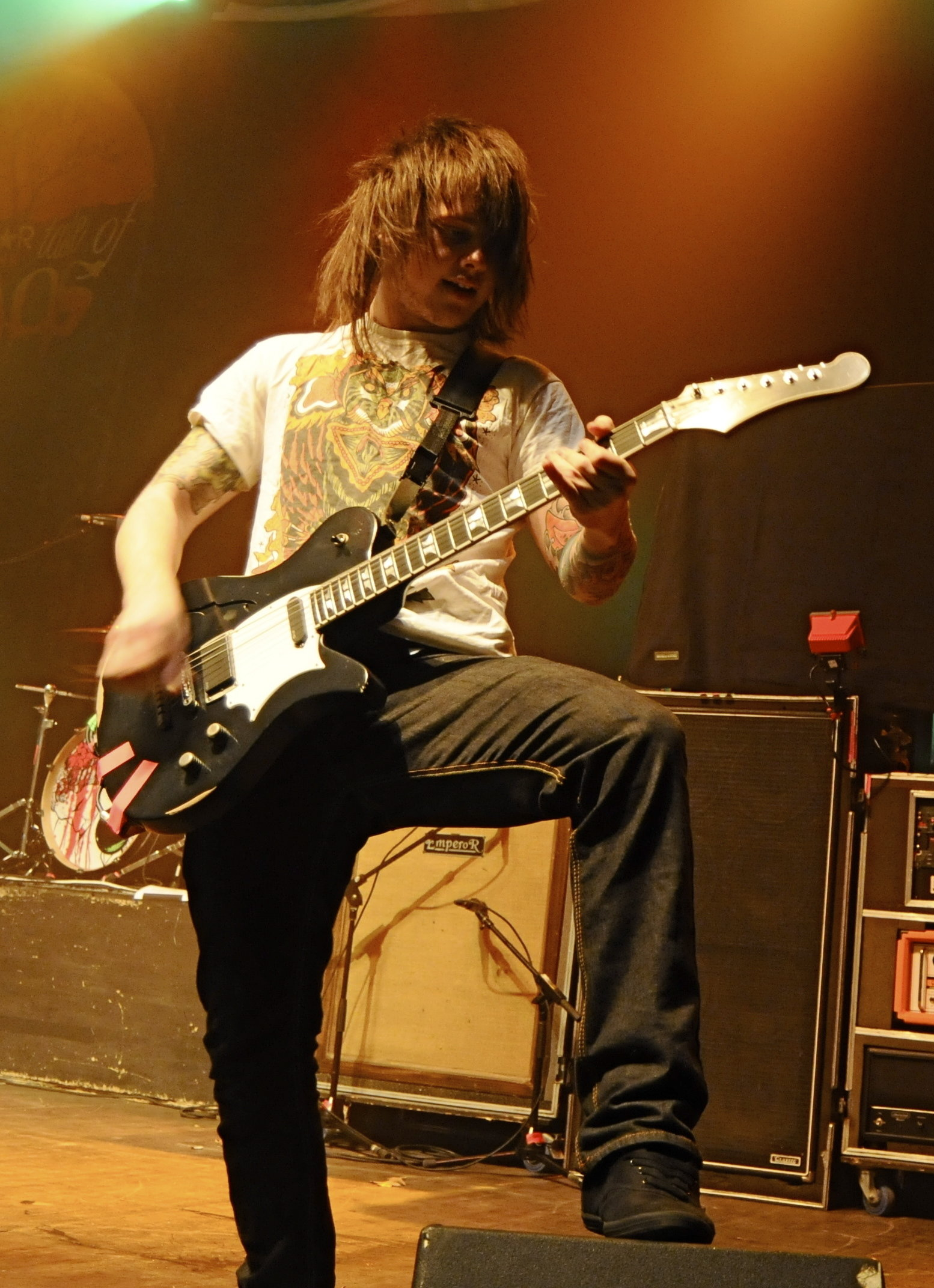
Lee Malia performando com Bring Me the Horizon em 2007.

### Bring Me The Horizon
- The Bedroom Sessions (Demo) (2003)
- This Is What the Edge of Your Seat Was Made For (EP) (2004)
- Count Your Blessings (2006)
- Suicide Season (2008)
- Suicide Season: Cut Up! (remixes) (2009)
- There Is a Hell, Believe Me I've Seen It. There Is a Heaven, Let's Keep It a Secret (2010)
- The Chill Out Sessions (E.P remixes) (2012)
- Sempiternal (2013)
- That's The Spirit (2015)
- Live at Wembley (2015)
- Live at the Royal Albert Hall (2016)
- Amo (2019)
- Music to Listen To... (EP) (2019)